# Bissendorf
Bissendorf település Németországban, azon belül Alsó-Szászország tartományban. Lakosainak száma 15 028 fő (2023. december 31.). Bissendorf Belm, Bad Essen, Georgsmarienhütte, Hilter am Teutoburger Wald, Melle és Ostercappeln községekkel határos.

## Népesség
A település népességének változása:
| Lakosok száma | 14 392 | 14 362 | 14 636 | 14 655 | 14 680 | 14 942 | 15 028 |
|               | 2014   | 2016   | 2017   | 2019   | 2021   | 2022   | 2023   |